# Bisdom Penonomé
Het bisdom Penonomé (Latijn: Dioecesis Poenonomensis) is een rooms-katholiek bisdom met als zetel Penonomé, in Panama. Het bisdom is suffragaan aan het aartsbisdom Panamá. 

## Geschiedenis
Het bisdom werd opgericht op 18 december 1993, uit delen van het aartsbisdom Panamá. 

## Parochies
Het bisdom had in 2021 een oppervlakte van 4.947 km2 en telde 286.680 inwoners waarvan 81,1% rooms-katholiek was.

## Bisschoppen
- Uriah Adolphus Ashley Maclean (18 december 1993 - 25 juni 2015)
- Edgardo Cedeño Muñoz (15 oktober 2015 - heden)